# Sóc bay Thomas
Sóc bay Thomas, tên khoa học Aeromys thomasi, là một loài động vật có vú trong họ Sóc, bộ Gặm nhấm. Loài này được Hose mô tả năm 1900. Loài này được tìm thấy ở Indonesia và Malaysia.